# Munder
Munder è un distretto (ressort) del Suriname di 16.049 abitanti che fa parte di Paramaribo.